# André Schreurs
Pour les articles homonymes, voir Schreurs.
 (décembre 2014).
Si vous disposez d'ouvrages ou d'articles de référence ou si vous connaissez des sites web de qualité traitant du thème abordé ici, merci de compléter l'article en donnant les références utiles à sa vérifiabilité et en les liant à la section « Notes et références ».
Né le 15 juin 1927 et décédé le 3 décembre 2010, André Schreurs est un homme politique wallon, Président du mouvement Liège-France et rattachiste convaincu.

## Biographie
Licencié en science politique de l'ULg, avec la plus grande distinction, il est aussi diplômé en politique internationale et en droit international du travail.
Auteur d'une thèse publiée par la Faculté de Droit, il a été aspirant du FNRS, puis chercheur au CNRS à Paris. Directeur du Palais des Congrès de Liège pendant 25 ans, il a défendu l'usage de la langue française, contre la suprématie de l'anglais, dans les congrès internationaux. 
Il a été élu par ses collègues français président de l'Association internationale des Villes francophones de congrès
Il a également présidé la Fédération Européenne des Villes de congrès.
Il a ensuite été président des Amitiés Françaises de Liège.
Depuis son adolescence, il milite dans le Mouvement wallon, dont il a connu toutes les expressions. En 1942, il a fondé dans la clandestinité "Jeune Wallonie", les jeunes résistants de Wallonie libre, en référence à la France Libre. 
Ancien résistant et prisonnier politique, croix de guerre 1939-1945, il a été nommé par le Président de la République officier de l'ordre national du Mérite.
Il est également titulaire de la Reconnaissance française et du diplôme de passeur "de Gaulle-de Larminat".
Politiquement inclassable, sa référence essentielle est Charles de Gaulle. Il est aussi un ami et un admirateur de François Perin. Rejetant tout dogmatisme d'aucune sorte, Il est un homme de débat et de dialogue.
André Schreurs est de le fils de Fernand Schreurs, avocat liégeois et secrétaire général du Congrès national wallon.

## Publications
- Liège, terre de France, Liège, 1947, éd.Jeune France.
- Ouvriers flamands immigrés en Wallonie, in Travaux du Séminaire de sociologie de la Faculté de droit de Liège, 1951.
- Les travaux publics en Wallonie et l'importance économique du complexe industriel wallon, Liège, 1952, éd. NRW.
- La route de Wallonie, Liège, 1953, éd. Faculté de droit de l'université de Liège, 261 p. (thèse justifiant la construction de l'autoroute de Wallonie).
- Considérations sur la population de la Wallonie. Régions statistiques et régions réelles. Le problème des communes "égarées", Liège, 1954, éd. NRW.
- Contribution aux études d'économie régionale en Wallonie.Problèmes de méthode, liège, 1954,éd. Revue des Sciences économiques.
- À propos des études d'économie régionale. La notion d'"unité spatiale de vie sociale".Le cas de Versailles et la région parisienne. Liège, 1955, NRW.
- L'aspect sociologique du régionalisme et la réalité wallonne sur le plan économique et social, Liège, 1956,éd. NRW.
- La dénatalité wallonne et le socialisme, Liège, 1957,éd. NRW
- L'histoire du mouvement wallon. Le Congrès national wallon, Charleroi 1976,éd.Institut Jules Destrée.
- Histoire d'une petite banque liégeoise: la Banque de Crédit mutuel et commercial, Liège, 1993,éd.Enquêtes du Musée de la Vie Wallonne.
- Un révolutionnaire liègeois de 1789 au sein d'une vieille famille bourgeoise et patricienne.Lambert Van den Berg, Liège 2008,éd.Bulletin Le Vieux-Liège.
- Nombreux articles dans Jeune Wallonie, Wallonie libre, Le Gaulois, la Nouvelle Revue Wallonne, Wallonie française, Wallonie-France, Wallonie Région de France, Bulletin "Le Vieux-Liège" et sur le blog "Liège-France".